# Marcão (ur. 1996)
Marcão, właśc. Marcos do Nascimento Teixeira (ur. 5 czerwca 1996 w Londrinie) – brazylijski piłkarz grający na pozycji obrońcy w Sevilla FC.

## Kariera klubowa
Jest wychowankiem Avai. Jako junior grał także w takich drużynie Athletico Paranaense.

### Galatasaray
W 4 sezonach 2019–2022 reprezentował barwy Galatasaray.

### Sevilla
12 lipca 2022 przeszedł do hiszpańskiej drużyny Sevilla FC za kwotę 12 mln euro plus 3 mln w bonusach. 8 października zadebiutował w barwach hiszpańskiej drużyny w meczu z Athletic Bilbao.

## Statystyki kariery

### Klubowe
(aktualne na dzień 31 maja 2023)
| Klub                       | Sezon              | Liga               | Liga  | Liga   | Puchar kraju | Puchar kraju | Europa | Europa | Inne  | Inne   | Suma  | Suma   |
| Klub                       | Sezon              | Liga               | Mecze | Bramki | Mecze        | Bramki       | Mecze  | Bramki | Mecze | Bramki | Mecze | Bramki |
| -------------------------- | ------------------ | ------------------ | ----- | ------ | ------------ | ------------ | ------ | ------ | ----- | ------ | ----- | ------ |
| Avai                       | 2014               | Série B            | 0     | 0      | –            | –            | –      | –      | 1     | 0      | 1     | 0      |
| Athletico Paranaense       | 2015               | Série A            | 0     | 0      | –            | –            | –      | –      | 5     | 0      | 5     | 0      |
| Athletico Paranaense       | 2016               | Série A            | 12    | 0      | –            | –            | –      | –      | 0     | 0      | 12    | 0      |
| Athletico Paranaense       | 2017               | Série A            | 1     | 1      | –            | –            | 0      | 0      | 5     | 0      | 6     | 1      |
| Athletico Paranaense       | Łącznie            | Łącznie            | 13    | 1      | 0            | 0            | 0      | 0      | 11    | 0      | 23    | 1      |
| Guaratinguetá (wyp.)       | 2015               | Série C            | 8     | 0      | 0            | 0            | –      | –      | –     | –      | 8     | 0      |
| Ferroviária (wyp.)         | 2016               | Série D            | 14    | 0      | 4            | 0            | –      | –      | –     | –      | 18    | 0      |
| Atlético Goianiense (wyp.) | 2017               | Série A            | 1     | 0      | 0            | 0            | –      | –      | –     | –      | 1     | 0      |
| Rio Ave (wyp.)             | 2017/18            | Primeira Liga      | 20    | 0      | 5            | 1            | –      | –      | –     | –      | 25    | 1      |
| Chaves                     | 2018/19            | Primeira Liga      | 17    | 2      | 6            | 1            | –      | –      | –     | –      | 23    | 3      |
| Galatasaray                | 2018/19            | Süper Lig          | 15    | 0      | 4            | 0            | 2      | 0      | –     | –      | 21    | 0      |
| Galatasaray                | 2019/20            | Süper Lig          | 28    | 0      | 4            | 0            | 6      | 0      | 1     | 0      | 39    | 0      |
| Galatasaray                | 2020/21            | Süper Lig          | 37    | 0      | 2            | 0            | 3      | 1      | –     | –      | 42    | 1      |
| Galatasaray                | 2021/22            | Süper Lig          | 26    | 0      | 1            | 0            | 12     | 1      | –     | –      | 39    | 1      |
| Galatasaray                | Łącznie            | Łącznie            | 106   | 0      | 11           | 0            | 23     | 2      | 1     | 0      | 141   | 2      |
| Sevilla                    | 2022/23            | Primera Division   | 5     | 0      | 0            | 0            | 6      | 0      | –     | –      | 11    | 0      |
| Sevilla                    | Łącznie            | Łącznie            | 5     | 0      | 0            | 0            | 6      | 0      | 0     | 0      | 11    | 0      |
| Łącznie w karierze         | Łącznie w karierze | Łącznie w karierze | 184   | 3      | 26           | 2            | 29     | 2      | 12    | 0      | 251   | 7      |

## Sukcesy
- Süper Lig (1x): 2018/19
- Puchar Turcji (1x): 2018/19
- Superpuchar Turcji (1x): 2019